# Matariswan
Matariswan es un nombre sánscrito que se refiere a varios personajes de la mitología hinduista.

## Nombre sánscrito
- mātariśvan, en el sistema AITS (alfabeto internacional para la transliteración del sánscrito).[1]
- मातरिश्वन्, en escritura devanagari del sánscrito.[1]
- Pronunciación: /maataríshuan/ en sánscrito[1]
- Etimología: ‘crecer en la madre’[1]
  - mātarí: locativo de «madre», y
  - śvi: una raíz que significa ‘crecer’ o ‘hincharse’.

## Significado
- Matariswan ―en el Rig-veda (el texto más antiguo de la India, de mediados del II milenio a. C.)― es un nombre del dios Agni (el fuego de sacrificio, la «madre» en la que Agni crece desde la leña),[2] o bien es un nombre de un ser aéreo (¿alado?)[3] divino (estrechamente asociado con Agni), un mensajero de Vivasvat (el dios del Sol), que llevó al clan de los bhrigus el fuego oculto.[1][4] Este personaje es el equivalente al titán Prometeo en la mitología griega.[5]
- Matariswan podría ser Vaiu (el dios del viento), según el análisis del escritor Saiana (f. 1387) al texto 1.93.6 del Rig-veda.[1]
- Matariswan: nombre de un rishi (sabio vidente); según el Rig-veda.[1]
- Matariswan: ‘aire’, ‘brisa’ y ‘viento’ según el Atharva-veda (principios del I milenio a. C.) y en el diccionario etimológico Nirukta (de Iaska, siglo IV a. C.).[1]
- Matariswan: nombre del dios Shiva; según el Shiva-guita (texto que se adjudica al Padma-purana).[1]
- Matariswan: nombre de uno de los hijos de Garuda (el ave transportadora del dios Visnú); según el Majabhárata (texto epicorreligioso del siglo III a. C.).[1]